# Gobernador de Campeche
La Gobernadora del Estado Libre y Soberano de Campeche es la encargada del poder ejecutivo de dicho estado. Es elegido por un periodo de 6 años no reelegible en ningún caso

## Definición por la Constitución
La Constitución Política del Estado Libre y Soberano de Campeche, establece en su artículo 59: Se deposita el ejercicio del Poder Ejecutivo en un sólo individuo que se denominará Gobernador del Estado de Campeche.

## Elección
En el artículo 60 de la citada constitución se determina que el gobernador se elige el 1° domingo de julio del año de la elección, siempre y cuando esta sea de carácter ordinario.
De acuerdo con la misma Carta Magna el método de elección del gobernador es mediante el sufragio universal, libre, secreto y directo, en los términos que disponga la legislación electoral.
Normalmente la elección del gobernador coincide con las elecciones federales intermedias en las que se elige a los nuevos diputados del Congreso de la Unión

## Requisitos de elegibidad
I. Ser ciudadano mexicano por nacimiento;

II. Ser nativo del Estado, o con residencia efectiva en el mismo no menor de cinco años
inmediatamente anteriores al día de la elección; y

III. Tener treinta años cumplidos al día de la elección.

## Ceremonia de Rendición de Protesta
La Constitución del estado determina que para que sea alguien gobernador constitucional debe rendir protesta ante el congreso del Estado
Utlimamente la Ceremonia se ha llevado a cabo en el Centro de Convenciones siglo XXI en la capital del Estado
El programada dice que primero el presidente del congreso deberá dar la bienvenida a los invitados a la Ceremonia luego se entona el Himno Campechano y por consiguiente el gobernador electo rinde la siguiente protesta:
Protesto guardar y hacer guardar la Constitución Política de los Estados Unidos Mexicanos, la particular del Estado y las leyes que de ambas emanen, y desempeñar leal y patrióticamente el cargo de gobernador que el pueblo me ha conferido, mirando en todo por el bien y prosperidad del mismo, y si así no lo hiciere, que la Nación o el Estado me lo demanden.